# Manuel Clemente Ochoa
Manuel Clemente Ochoa (Cascante, Navarra, 18 de febrero de 1937) es un escultor, pintor, grabador y profesor español.

## Biografía
Hijo de una familia modesta, siendo niño asiste al trágico incendio, en la noche del 14 al 15 de mayo de 1940, de la Iglesia parroquial de la Asunción de Cascante situada frente a su misma casa. Dice Zubiaur Carreño que «este impacto, tal vez, marcó su intensa percepción del color pictórico y ayuda a entender el reluciente bruñido de sus esculturas posteriores. Los angelotes rescatados de las cenizas a que se redujo el retablo del templo parroquial le introducirían en un mundo mágico de formas. Esta imagen-choque fue su primer contacto con la escultura. Descubrió el arte gracias a un artista local.» 
Continuó sus estudios en la Escuela de Artes y Oficios de Zaragoza (1957) y, más tarde, en la Escuela San Jorge de Barcelona (1957-1961).
Desde 1962, tras obtener la cátedra de dibujo en enseñanza secundaria, fue profesor en la Escuela Universitaria de La Laguna, en Tenerife (Islas Canarias) y luego, en 1968, continúa en Barcelona, donde se instaló definitivamente. Ha sido catedrático de expresión visual y plástica de la Universidad de Barcelona.
Es miembro de la Academia Internacional de San Marcos.

## Obras
Empezó su trayectoria artística en la década de 1970 centrando su actividad en el campo de la pintura, con el paisaje y el retrato como temas principales. En la década de 1980, sin abandonar la pintura, comienza su evolución artística hacia la escultura figurativa de tipo expresionista, cada vez más esquemática y abstracta. El bronce se convierte en uno de sus materiales favoritos y la figura del ser humano en su referente fundamental a las que les imprime una verticalidad, cercana a la ingravidez, que se convertirá en una constante de su obra. 
Ha producido más de una treintena de obras de arte público, expuestas principalmente en España, pero también en otros países: Nimes, Montpellier, Béziers, Andorra, Burdeos, Lausana. 
Sus esculturas también están presentes en varios museos: Lanzarote, Vilafamés, Zaragoza, Vence, Navarra, etc.
- Creación (1984), Montpellier.
- Homenaje a Pedro Malón (1986), Parque del Romero, en Cascante.[2]
- Monumento a Jesús Basiano (1990), Murchante.
- Monumento a los Fueros (homenaje a Estella) (1990), Paseo de los Llanos, en Estella.
- Personajes (1994), Parque Tomás Caballero, en Pamplona.[3]
- Arraigados (1995), en el Señorío de Bértiz.
- A las tres culturas (1997), en Tudela.
- Equilibrio (1999), en Lausana.
- Encuentros (2000), Bodega de Nuestra Señora del Romero, en Cascante.
- Germinación (2006), en Dubái.
- Vuelta de la industria (2007), en Al Qaiwain.
- Puerta de Amistad (2011), en Cascante.

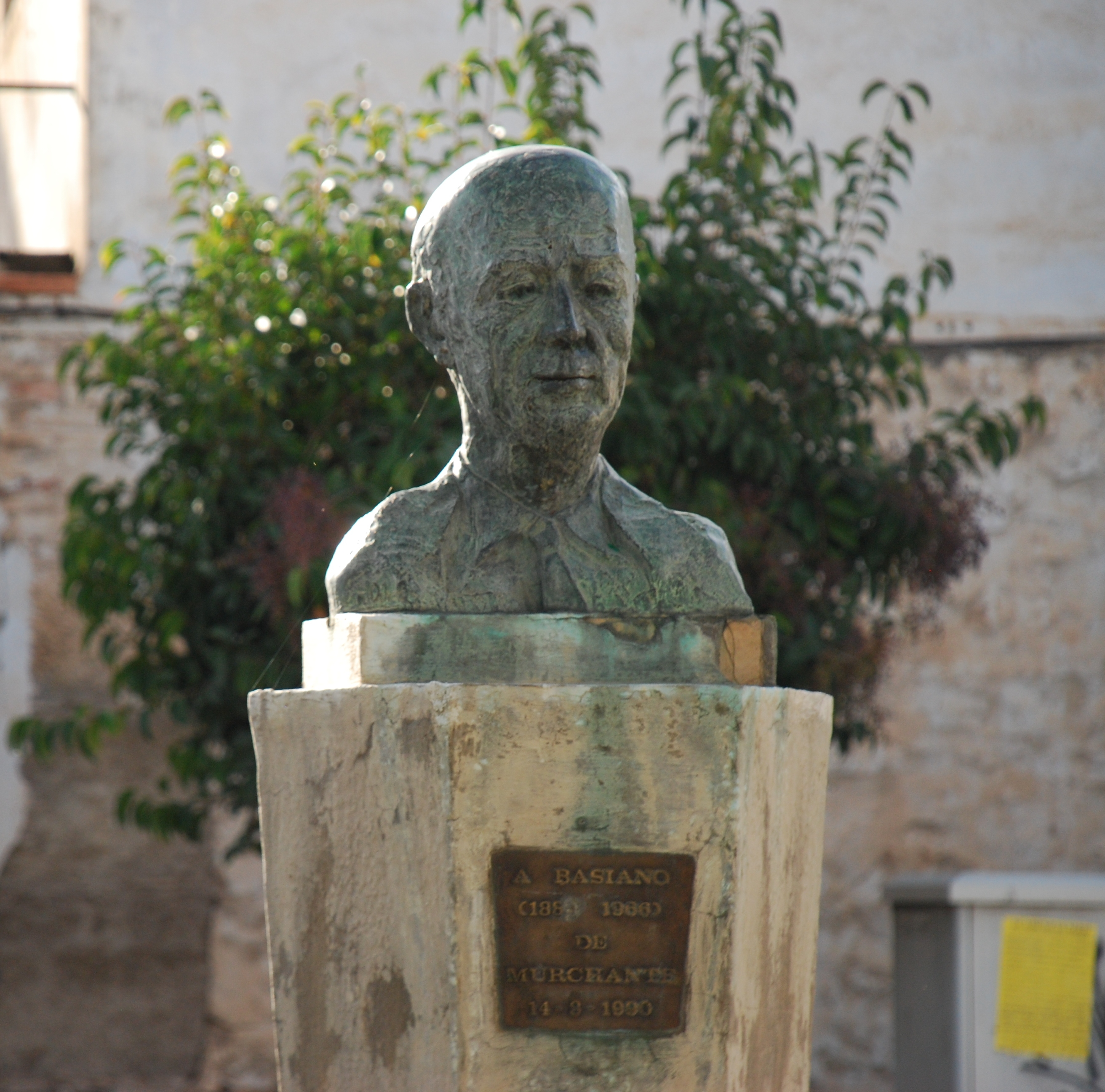
Monumento a Jesús Basiano (Murchante, 1990)
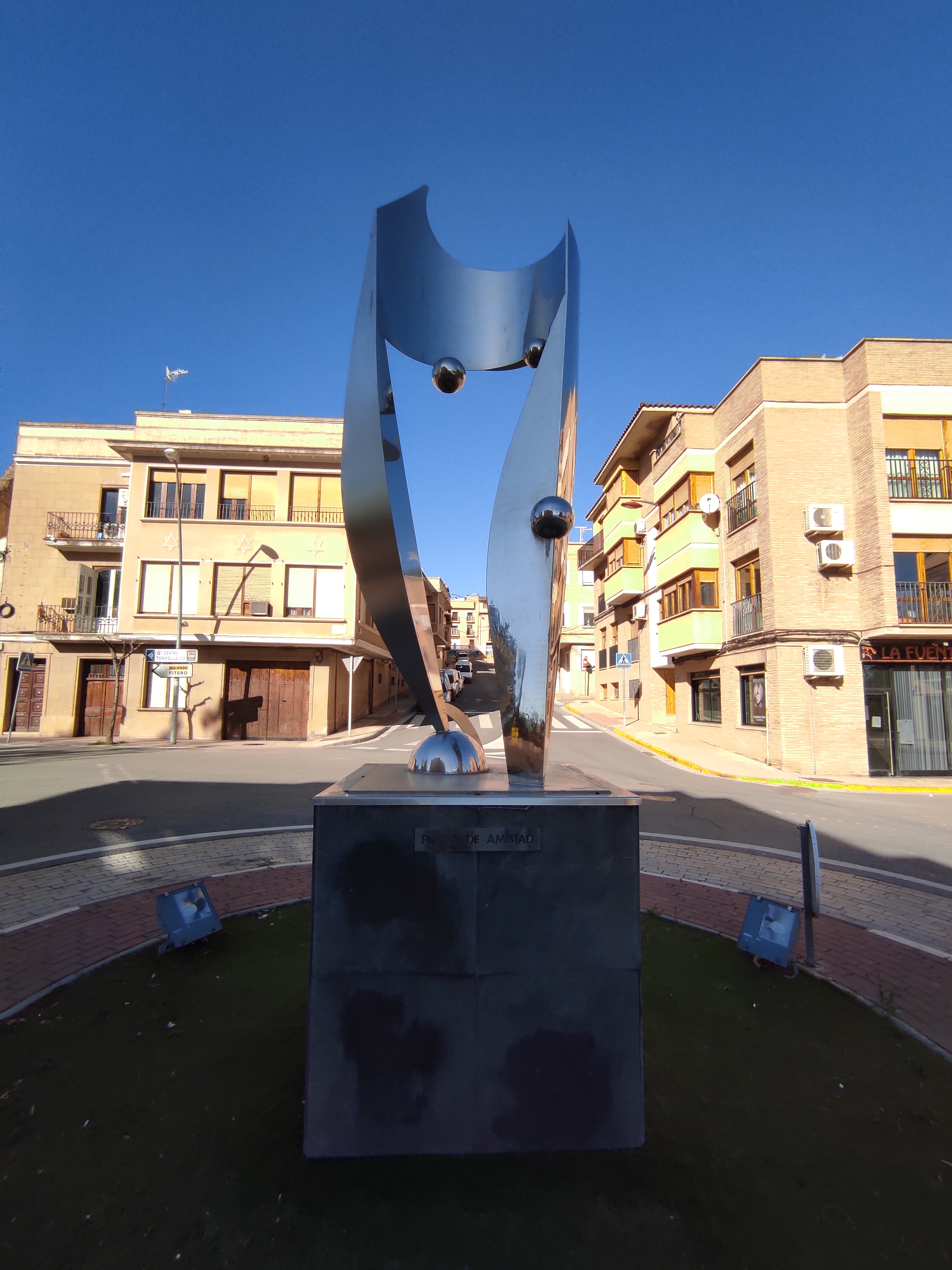
Puerta de Amistad (Cascante, 2011)
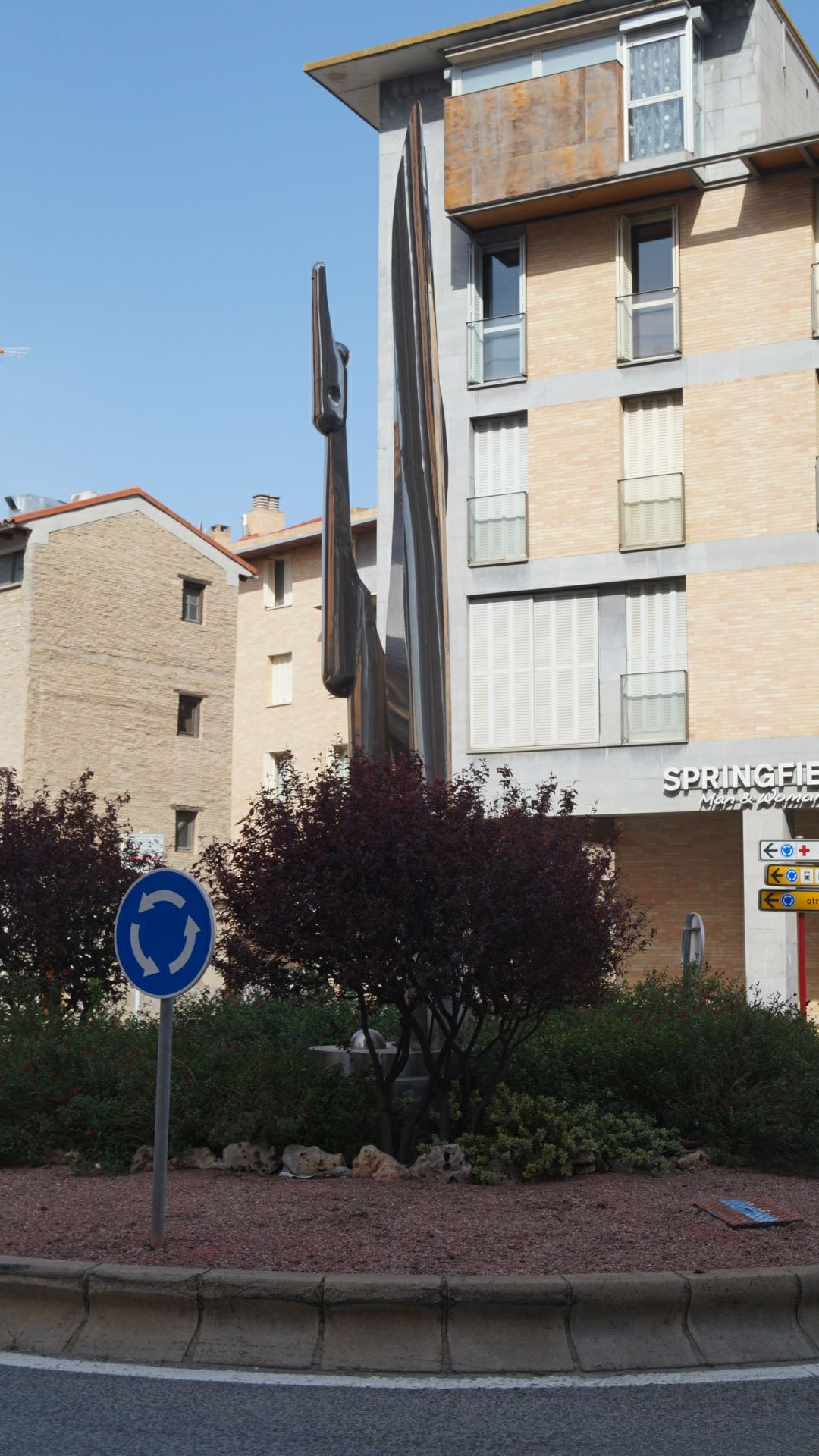
A las tres culturas (Tudela)

## Premios y reconocimientos
- Primer Premio Villahermosa, del Museo Provincial de Bellas Artes de Zaragoza.
- El ayuntamiento de Cascante le dedica una calle.